# Здание Петровской художественно-промышленной школы
Здание Петровской художественно-промышленной школы — трёхэтажное кирпичное здание начала XX века постройки на набережной Кускова, в городе Тотьма, Вологодской области. Памятник истории и культуры регионального значения. В настоящее в здании располагается средняя общеобразовательная школа № 1.

## История
В городе Тотьма, на левом высоком берегу реки Сухоны в начале XX века было возведено удивительное и красивое трехэтажное каменное здание. Особняк был выстроен на денежные средства купца-ремесленника Н. И. Токарева и предназначался для размещения Петровской ремесленной школы в городе Тотьма. В 1902 году началось строительство и уже в 1904 году здание было принято в эксплуатацию.
Трёхэтажное здание было обеспечено электричеством, отапливалось калорифером, был монтирован водопровод. Это было самое высокое сооружение города. Цель школы была подготовить мастеров ремесленников по изготовлению игрушки. Петровская школа была единственной в стране, которая занималась подготовкой таких специалистов. Здесь работали лучшие преподаватели, а около 100 участников были обеспечены всем необходимым. Учебные классы, мастерские, зоны для проживания и питания разместились в одном строении. Слава об этой школе распространялась по всей Европе. Неоднократно учащиеся принимали участие в выставках и завоёвывали лучшие места, отмечались грамотами и медалями.
Начиная с 1917 года школа подвергалась нескольким реорганизациям. Сначала она стала седьмой трудовой школой, а в 1925 году и вовсе была закрыта. В 1927 году здесь был обустроен детский дом. В 1930-х годах было организована семилетняя школа, позже преобразована в десятилетнюю.

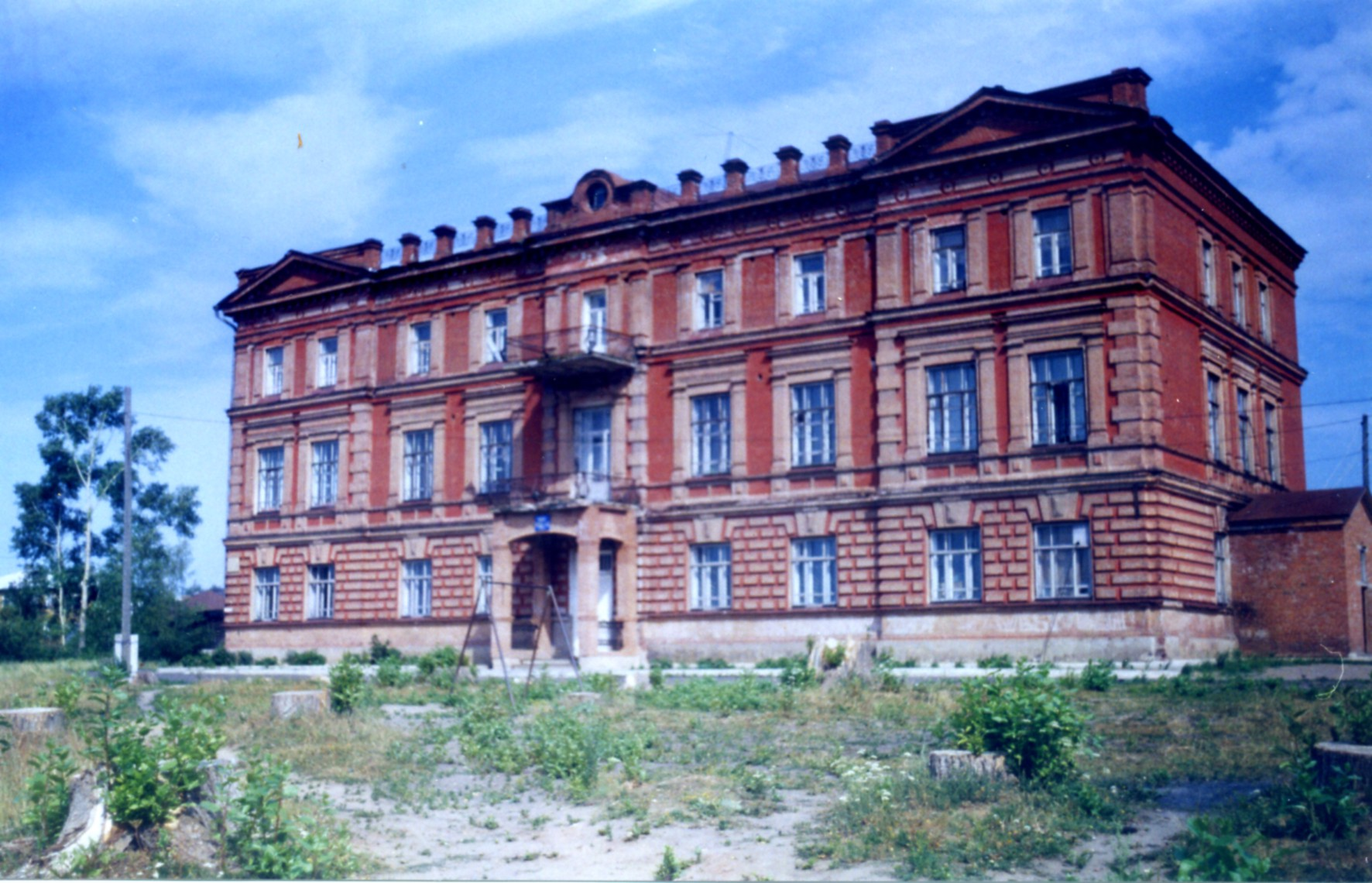
Общий вид

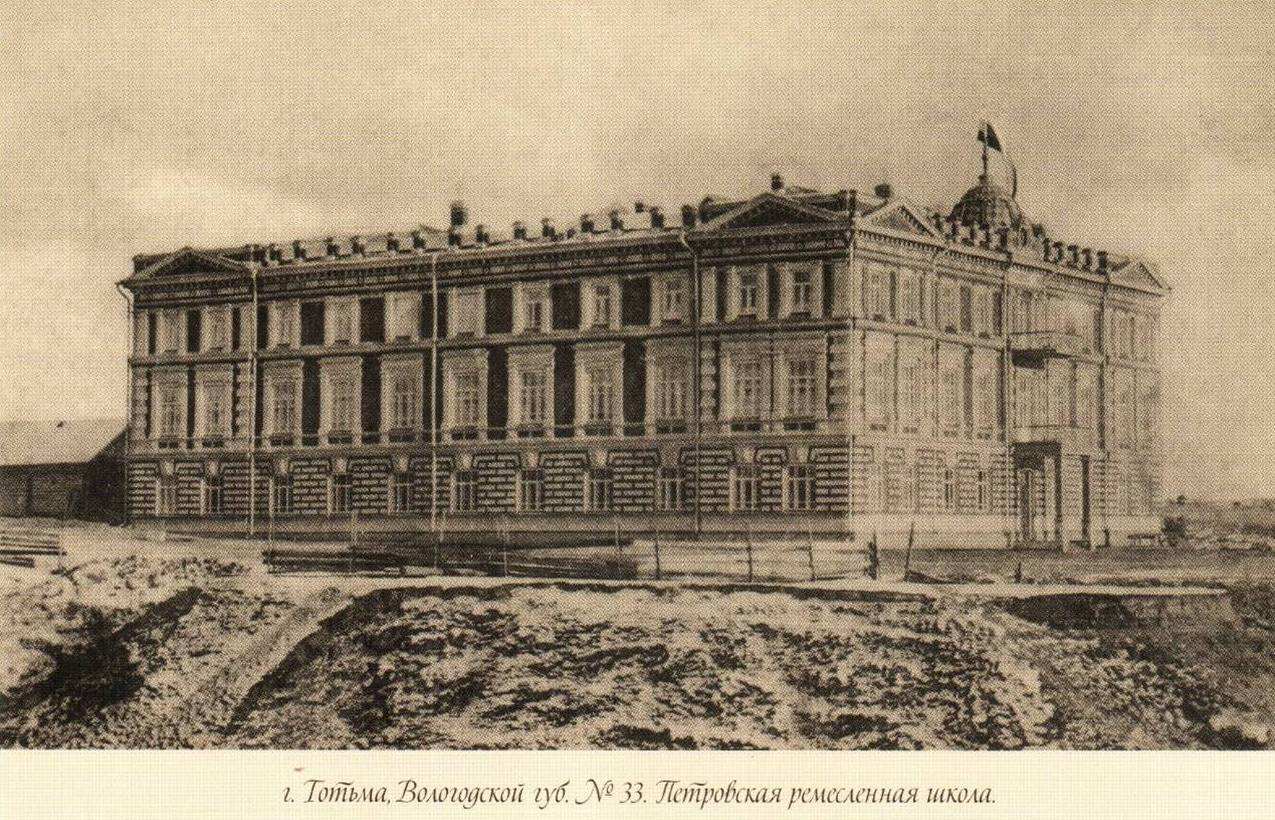
Историческое фото

## Архитектура
Здание трёхэтажное, г-образное, кирпичное. Лёгкие балконы второго и третьего этажа являются украшением этого здания. Над зданием возвышался сферический небольшой купол со шпилем. Большие окна второго и третьего этажа обрамлены в виде пилястр наличниками. На втором этаже окна завершаются сандриком вверху и полотенцем внизу. Руст обрамляет как первый этаж, так и углы здания. Небольшой аттик завершает вертикаль, которую подчёркивают балконы. На краю крыши установлены кирпичные тумбы, соединённые кованной решёткой.
Интерьер сохранил лестницу с кованными перилами, выложенную плиткой. Лепной декор потолков дошёл до наших дней.
Существенных перестроек здание не видело, однако купол был разобран и в середине 1930-х годах был пристроен тамбур к главному входу.

## Современное состояние
В 1992 году было принято постановление городской администрации «О создании Петровской ремесленной школы в Тотьме». Велось обучение по программе восьми лет.
В настоящее время этот особняк занимают учебные классы средней общеобразовательной школы № 1 города Тотьмы. В 2011 и 2013 годах был проведён ремонт здания, установлены пластиковые окна.